# Mario Bolatti
Mario Ariel Bolatti (La Para, 1985. február 17. –) argentin válogatott labdarúgó, aki jelenleg a Belgrano játékosa.

## Sikerei, díjai

### Klub
- FC Porto:
  - Portugál bajnok: 2007-08
- SC Internacional:
  - Campeonato Gaúcho: 2011, 2012
  - Recopa Sudamericana: 2011